# Xã Powell, Quận Craighead, Arkansas
Xã Powell (tiếng Anh: Powell Township) là một xã thuộc quận Craighead, tiểu bang Arkansas, Hoa Kỳ. Năm 2010, dân số của xã này là 2.952 người.